# Célula de Leydig
As células de Leydig ou células intersticiais de Leydig são células que se encontram entre os túbulos seminíferos, no interstício dos testículos. Produzem a hormona testosterona, quando estimuladas pela hormona luteinizante (LH). Possuem um núcleo vesicular e arredondado e um citoplasma granular.

## Nomenclatura
O nome das células de Leydig derivam do anatomista alemão Franz Leydig

## Funções
As células de Leydig liberam uma classe de hormonas denominadas androgénios. Secretam testosterona,androstediona e dehidroepiandrosterona (DHEA), quando são estimuladas pelo LH, ou hormona luteinizante. Esta hormona aumenta a atividade da desmolase de colesterol (enzima associada à conversão de colesterol em pregnenolona).
O FSH, ou hormona folículo estimulante, juntamente com a testosterona, atua nas células dos túbulos seminíferos, estimulando a espermatogênese.

## Ultraestrutura
As células de Leydig são poligonais e eosinófilas. Possuem um núcleo arredondado e vesicular. Contém também inclusões lipídicas. Possuem um abundante retículo endoplasmático liso (que leva à sua eosinofilia). Frequentemente, pigmentos de lipofuscina estruturas em forma de cristal (cristais de Reinke) são encontrados.

## Desenvolvimento
As células de Leydig formam-se durante a 16ª e a 20ª semana de gestação e estão dormentes até à puberdade. Em ratos, as células de Leydig desenvolvem-se por volta do dia gestacional 12,5. Durante a gestação, as Células de Leydig Fetais são as responsáveis pela produção de andrógenos fundamentais para o desenvolvimento do sistema reprodutor masculino e masculinização fetal. Com a instalação da puberdade, as Células de Leydig Adultas tornam-se as principais produtoras de hormônios androgênicos no homem e isso persiste ao longo da vida.

## Imagens adicionais

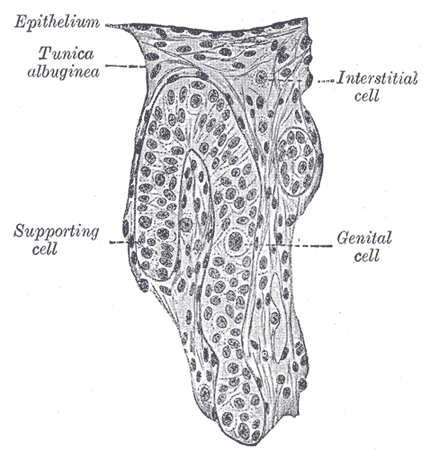
Secção de um testículo de embrião humano.